# Broons
Ne doit pas être confondu avec Broons-sur-Vilaine.
Broons [bʁɔ̃]  est une commune française, chef-lieu du canton de Broons, située dans le département des Côtes-d'Armor en région Bretagne. C'est une commune du Poudouvre, pays traditionnel de Haute-Bretagne.
Ses habitants sont les Broonais ou Broonnais et les Broon[n]aises.
Labellisée « Village étape » depuis 2018, la commune est le berceau du chevalier breton et connétable de France Bertrand du Guesclin.

## Géographie

### Situation
Broons est une des 348 communes des Côtes-d'Armor, située à mi-chemin entre Saint-Brieuc et Rennes, et à proximité des villes de Dinan et de Lamballe.
La commune est traversée par deux axes majeurs : la route Nationale 12 et la voie de chemin de fer Paris-Brest. Elle dispose d'une gare SNCF.
Le sud-ouest de la commune est occupé par le Bois de Broons, qui à l'origine devait aller jusqu'aux abords du bourg, comme l'attestent les noms des lieux-dits Penhoët et Pen-an-Hoët (littéralement bout du bois).
Broons est traversée par trois rivières : la Rosette et son affluent la Damiette, qui doivent leur nom à ceux des deux branches du delta du Nil, ainsi que le Frémeur.

### Communes limitrophes
Les communes limitrophes sont, dans le sens horaire et en commençant par l'ouest, Sévignac, Trémeur, Trédias, Yvignac-la-Tour, Caulnes et Plumaugat (les deux dernières sont dans le canton de Caulnes, les autres dans le canton de Broons).

### Hydrographie
Pour un article plus général, voir Réseau hydrographique des Côtes-d'Armor.
La commune est située dans le bassin Loire-Bretagne. Elle est drainée par la rivière la Rosette, la Rosette, le Frémeur et le Mirbel,,.
La Rosette, d'une longueur de 31 km, prend sa source dans la commune de Éréac et se jette  dans l'Arguenon à Jugon-les-Lacs, après avoir traversé huit communes. 

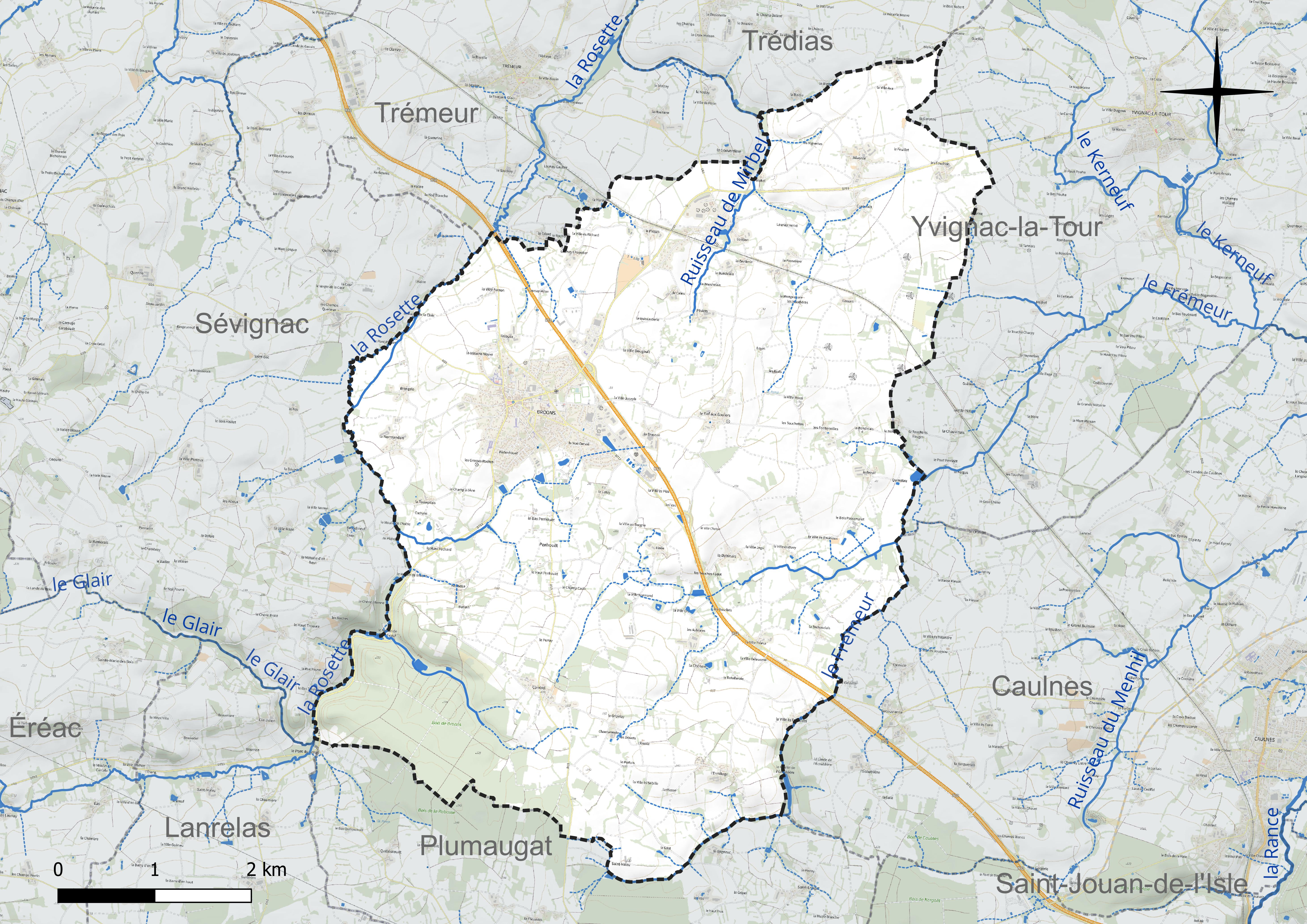
Réseau hydrographique de Broons.

Le Frémeur, d'une longueur de 20 km, prend sa source dans la commune de Plumaugat et se jette  dans la Rance à Caulnes, après avoir traversé cinq communes. 

### Climat
Pour des articles plus généraux, voir Climat de la Bretagne et Climat des Côtes-d'Armor.
En 2010, le climat de la commune est de type climat océanique altéré, selon une étude du CNRS s'appuyant sur une série de données couvrant la période 1971-2000. En 2020, Météo-France publie une typologie des climats de la France métropolitaine dans laquelle la commune est exposée à un climat océanique et est dans la région climatique  Bretagne orientale et méridionale, Pays nantais, Vendée, caractérisée par une faible pluviométrie en été et une bonne insolation. Parallèlement l'observatoire de l'environnement en Bretagne publie en 2020 un zonage climatique de la région Bretagne, s'appuyant sur des données de Météo-France de 2009. La commune est, selon ce zonage, dans la zone « Intérieur Est », avec des hivers frais, des étés chauds et des pluies modérées).  
Pour la période 1971-2000, la température annuelle moyenne est de 11,2 °C, avec une amplitude thermique annuelle de 12 °C. Le cumul annuel moyen de précipitations est de 733 mm, avec 12,4 jours de précipitations en janvier et 6,5 jours en juillet. Pour la période 1991-2020, la température moyenne annuelle observée sur la station météorologique la plus proche, située sur la commune de Merdrignac à 18 km à vol d'oiseau, est de 11,7 °C et le cumul annuel moyen de précipitations est de 905,0 mm,. Pour l'avenir, les paramètres climatiques de la commune estimés pour 2050 selon différents scénarios d'émission de gaz à effet de serre sont consultables sur un site dédié publié par Météo-France en novembre 2022.

## Urbanisme

### Typologie
Au 1er janvier 2024, Broons est catégorisée bourg rural, selon la nouvelle grille communale de densité à 7 niveaux définie par l'Insee en 2022.
Elle appartient à l'unité urbaine de Broons, une unité urbaine monocommunale constituant une ville isolée,. Par ailleurs la commune fait partie de l'aire d'attraction de Broons, dont elle est la commune-centre,. Cette aire, qui regroupe 2 communes, est catégorisée dans les aires de moins de 50 000 habitants,.

### Occupation des sols
L'occupation des sols de la commune, telle qu'elle ressort de la base de données européenne d’occupation biophysique des sols Corine Land Cover (CLC), est marquée par l'importance des territoires agricoles (85,7 % en 2018), en diminution par rapport à 1990 (87,3 %). La répartition détaillée en 2018 est la suivante : 
terres arables (54,7 %), zones agricoles hétérogènes (19 %), prairies (12 %), zones urbanisées (6 %), forêts (5,3 %), milieux à végétation arbustive et/ou herbacée (2,2 %), zones industrielles ou commerciales et réseaux de communication (0,8 %). L'évolution de l’occupation des sols de la commune et de ses infrastructures peut être observée sur les différentes représentations cartographiques du territoire : la carte de Cassini (XVIIIe siècle), la carte d'état-major (1820-1866) et les cartes ou photos aériennes de l'IGN pour la période actuelle (1950 à aujourd'hui).

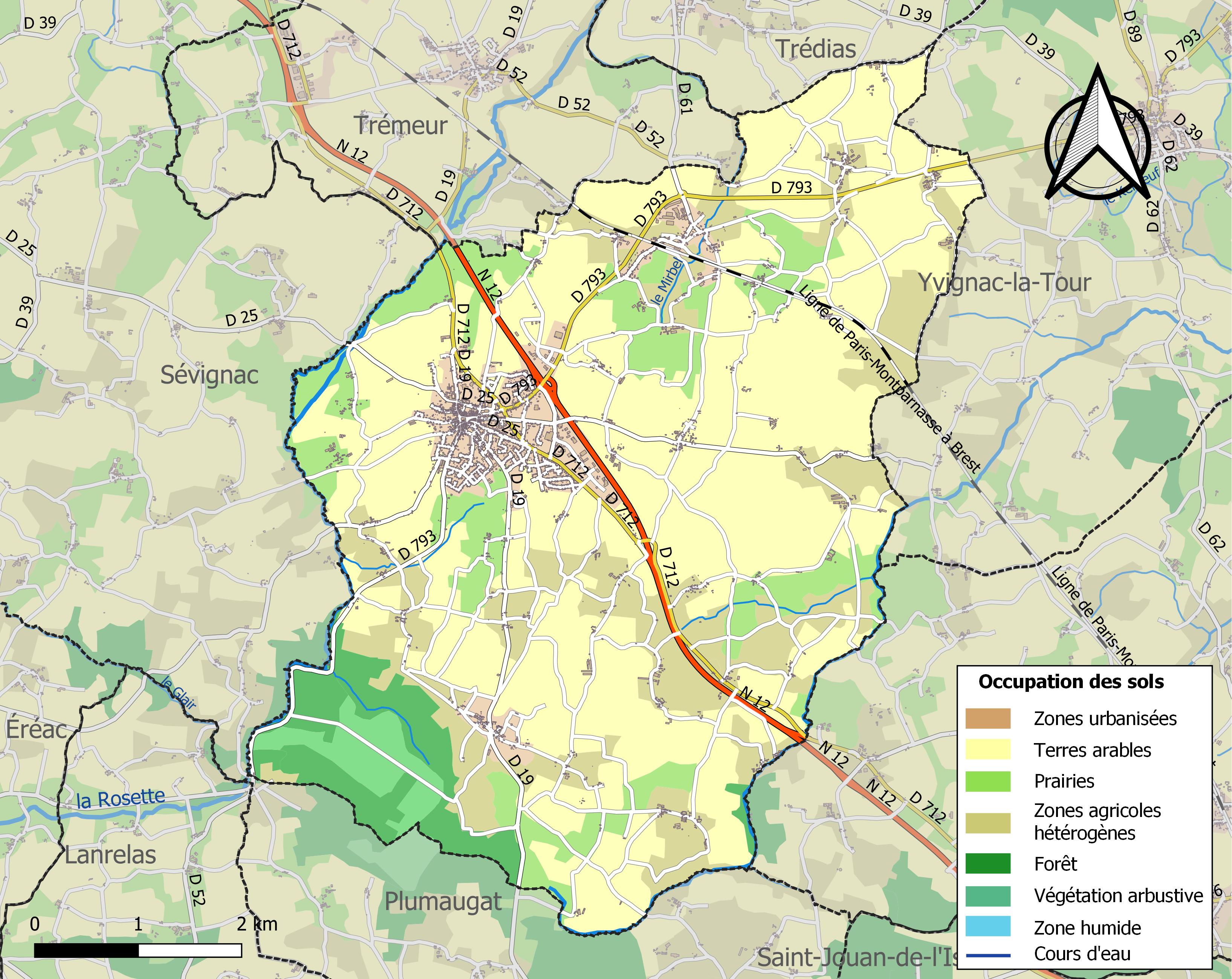
Carte des infrastructures et de l'occupation des sols de la commune en 2018 (CLC).

## Toponymie
Le nom de la localité est attesté sous les formes Brohun en 1182, Broon en 1184, Broun en 1199, Broon en 1205 et 1210, Bron puis Broum en 1224, Broon en 1252, Brom en 1374, Broon en 1411 et 1420, Bron en 1654 et 1636.
La graphie du toponyme Broons a changé au cours du temps. L'une des formes primitives est Bron, comme l'attestent des textes du XIIe siècle. Plus tard, vient s'ajouter un deuxième o, puis le -s final peu après la Révolution française. Le XIXe siècle voit l'ajout d'un accent circonflexe sur le premier ou le second o, ou même parfois un accent large sur les deux à la fois, bientôt remplacé par un tréma durant la première moitié du XXe siècle, lui aussi placé indifféremment sur l'un ou l'autre o. Aujourd'hui, les trois orthographes Broons, Broöns et Bröons cohabitent dans les textes, mais la première est plus répandue. Quoi qu'il en soit, cela se prononce toujours « bron ».
Ce nom est d'origine celtique et signifie, selon La Borderie, « tertre, mamelon », motte, ici pris dans le sens de « colline », employé au pluriel « les collines », ou encore s'agit-il d'un nom de saint celtique Brochan (gallois Brychan), ou du gaulois braconnos « marécageux », bien que l'absence de formes suffisamment anciennes ne puisse confirmer l'une ou l'autre de ces hypothèses.
Selon Erwan Vallerie, la forme ancienne terminée par -hun indique l'évolution finale dans les langues d'oïl de l'élément gaulois -dūnon signifiant « citadelle ».
Le nom de la commune est Bron en gallo[réf. nécessaire].
La forme bretonne proposée aujourd'hui par l'Office public de la langue bretonne est Bronn.

## Histoire

### Origines et période gallo-romaine
L'occupation humaine est attestée à Broons depuis la Préhistoire, notamment à l'âge du bronze et l'âge du fer. Des coins en bronze ont été découverts au lieu-dit le "Pont du Château".
À l'époque gauloise, Broons se situait dans le territoire des Coriosolites, dont la capitale se trouvait à Aleth. Des pointes de flèches en silex, dentelées en scie ont été découvertes en labourant un champ à Broons. Elles semblent être gauloises d'après les spécialistes qui les étudièrent en 1842. D'origine gauloise aussi, un «souterrain» fut mis au jour près du village de Brangalo, à mi hauteur de la côte entre le Pont Plisson et l'actuel bourg de Broons. Ce sont deux boyaux accolés qui permettaient aux gaulois de mettre à l'abri des céréales et diverses matières entreposées à même des poteries.

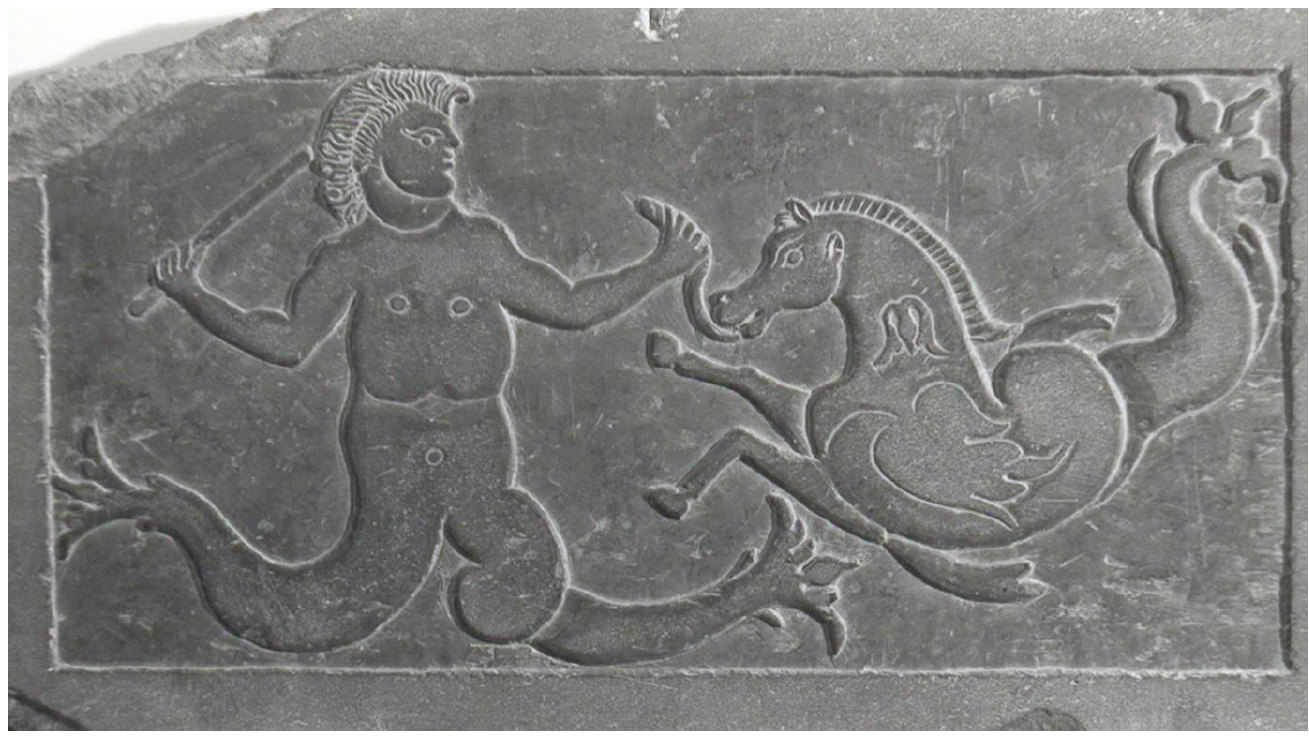
Plaque décorative retrouvée sur le site de la villa gallo-romaine de Carhalo, à Broons, musée de Dinan.

À l'époque gallo-romaine, les terres riches et fertiles de Broons étaient cultivées par les habitants de ce territoire d'Armorique. Le site d'une villa gallo-romaine a été localisé au lieu-dit Carhalo, dans un champ entre le bourg de Broons et Brondineuf. Ce site fut occupé durant tout le IIIe siècle. À la suite d'une campagne de fouilles au XIXe siècle, une plaque en schiste fut retrouvée, ainsi que des fragments de tegulae, de céramiques ainsi que des débris de ciment et des monnaies remontant aux époques des empereurs Gallien (253-268) et Postume (260-269). La plaque de schiste, conservée aujourd'hui au musée de Dinan, devait décorer peut-être une pièce dévolue aux bains compte tenu du sujet représenté, un triton tenant un bâton ou stimulus, qui guide au moyen d'une bride un hippocampe.
À partir du haut Moyen Âge, Broons devient un bourg commerçant et une seigneurie, laquelle aurait dépendu de la paroisse primitive d'Yvignac. Cette seigneurie était assez importante et bien plus étendue que les limites actuelles de la commune.
La relative richesse et puissance des seigneurs de Bron a laissé quelques traces écrites depuis le XIIe siècle : en 1109, Pleardus, seigneur de Bron, est témoin dans l'acte de fondation du prieuré de Jugon par Olivier de Dinan, ce qui atteste qu'il est un des principaux vassaux de celui-ci. De la même manière, le seigneur de Bron en 1205 est témoin de la fondation de l'abbaye de Boquen, à laquelle les sires Ollivier et Geoffroy de Bron donnent leur terre de l'Hermitage en perpétuelle aumône en 1211.

### Les seigneurs de la Motte-Bron
Au début du XIIe siècle, le siège de la Seigneurie de Bron est le château de la Motte-Bron, probablement une motte féodale, jusqu'en 1158, où deux frères jumeaux, Robert et Hamon de Bron, se disputent la succession, prétendant tous deux être l'ainé. Le duc Conan IV intervint pour régler la question, partageant Quota tibi (à parts égales) la seigneurie entre deux nouvelles de taille égale, donnant la partie contenant le château de la Motte-Bron au premier, et faisant construire pour le second un château identique appelé Bron dit Neuf.

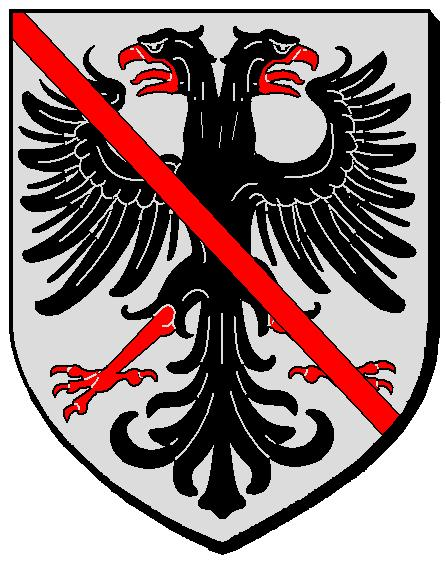
Blason des seigneurs de la Motte-Broons.

En 1248, Guillaume de Bron participe à la septième croisade, dans laquelle il se distingue en couvrant  saint Louis de son corps à la bataille de Mansourah en 1250. Les noms des rivières (Rosette et Damiette) de Broons portent souvenir de cet événement, puisque ce sont à l'origine le nom des bras du Nil.
En 1251, le seigneur de Pontorson et autres lieux, Robert du Guesclin, devient seigneur de Bron en épousant l'héritière. Leur fils aîné, Robert, lui succédera et épouse Jeanne de Malemains, qui lui donnera plusieurs enfants, dont l'aîné et héritier Bertrand Du Guesclin en 1320. On peut aussi citer son frère et compagnon d'arme Ollivier, et leur sœur Julienne, qui fut abbesse de Saint-Georges de Rennes et défendit Pontorson contre les Anglais en 1364.
Le château lui-même, modernisé pour résister à l'artillerie apparue entre-temps, a eu une importance stratégique pendant la guerre de Succession de Bretagne et la guerre de Cent Ans. Occupé aux alentours de 1350 par Olivier de Clisson, ami de du Guesclin et vassal des comtes de Penthièvre, il est repris à ceux-ci en 1420 par les troupes du duc Jean V, qui la donne à Jacques de Dinan, laquelle la revend au sire de Brezé pour 13 000 écus. Elle est à nouveau vendue, cette fois à la famille de Villeblanche.
Pierre de Villeblanche, en compagnie d'autres grands seigneurs bretons ambitieux, signe en 1484 avec Anne de Beaujeu un traité visant à remettre la Bretagne au roi de France.
La seigneurie change ensuite à nouveau de mains, passant dans celles de la famille d'Espinay. Puis vient la guerre de la Ligue, conduite par le duc de Mercœur dont les troupes occupent Broons. Henri IV, puis sa veuve Marie de Médicis en 1614, ordonnent ensuite la destruction du château de la Motte-Bron, qui sera rasé en 1616, le marquis d'Espinay recevant en compensation une indemnité de 15 000 livres.
La seigneurie change une fois de plus de propriétaire, en 1689 par mariage avec la famille des Lorraine Brionne, ce qui explique la présence de nombreux calvaires en formes de croix de Lorraine.
Par la suite, la population de Broons se tient calme durant l'agitation des XVIIIe et XIXe siècles, ne participant ni à la révolte des Bonnets rouges, ni à la chouannerie, ce qui lui permet d'échapper aux répressions qui s'ensuivirent.

### Bertrand du Guesclin (1320-1380)

#### Enfance à Broons

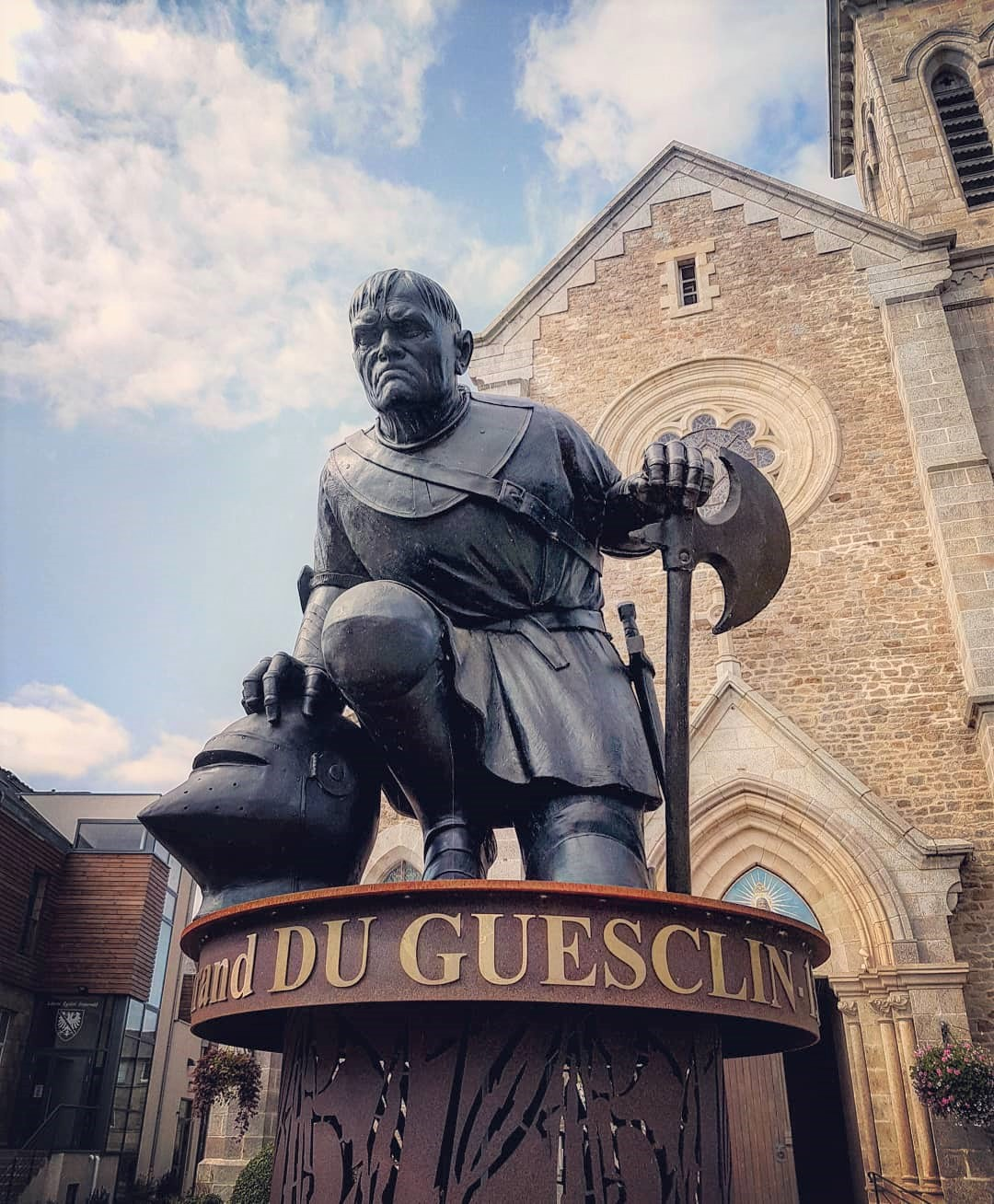
Statue de Bertrand du Guesclin, sur la place centrale de Broons, Bretagne.

Bertrand du Guesclin est né vers 1320 au château de la Motte-Broons. Il est l'aîné d'une famille d'ancienne noblesse bretonne. D'une laideur que les historiens ont soulignée à l'envi, c'est un enfant au caractère difficile et dont la disgrâce physique et l'humeur batailleuse font le désespoir de sa mère, Jeanne de Malemain. Son passe-temps favori est d'organiser des luttes et des combats avec ses jeunes compagnons de Broons. Vers l'âge de 17 ans, il s'illustre brillamment dans une grande joute donnée à Rennes.

#### Héros de la guerre de Cent Ans
La guerre de Succession de Bretagne (1341-1364) oppose Charles de Blois à Jean de Montfort. Charles de Blois reçoit l’aide du roi de France, Montfort a le soutien du roi d’Angleterre. Du Guesclin prend le parti de Charles de Blois, dont l'épouse, Jeanne de Penthièvre, est la suzeraine des seigneurs de la Motte-Bron.
La guerre, entrecoupée de trêves, s’enlise. C’est dans ces circonstances qu’avec quelques compagnons, recrutés dans les environs de Broons et de Dinan, Bertrand mène une guerre de partisans, harcelant les garnisons anglo-bretonnes. Il trouve refuge dans les forêts avoisinantes, comme celle de Paimpont. Il fait preuve de ruse et d’audace. Avec une soixantaine de compagnons, dont il déguise l’avant-garde en bûcherons, il prend l’importante forteresse de Fougeray.
Devenu seigneur de Broons à la mort de son père en 1353, Du Guesclin peut recruter une petite compagnie d’hommes d’armes et se met au service du capitaine de Pontorson, Pierre de Villiers. Il se distingue dans la défense de Rennes assiégée par les troupes du duc de Lancastre (1357). Dans ces temps, il défait en champ clos à Dinan, un chevalier anglais, Thomas de Cantorbéry qui, malgré une trêve, avait capturé son frère Olivier.
Charles de Blois lui confie la garde de la seigneurie de la Roche-Derrien, et le Dauphin Charles le nomme capitaine de Pontorson et du Mont-Saint-Michel. Du Guesclin combat alors en Normandie, où il est capitaine souverain, contre les Navarrais, partisans de Charles d’Évreux, roi de Navarre, dit Charles le Mauvais.
Quelques expéditions le ramènent aussi en Bretagne, au cours de l'une d'elles, il épouse Tiphaine Raguenel, savante en astronomie. En 1364, il remporte l’éclatante victoire de Cocherel (Eure). Le nouveau roi Charles V lui fait don du comté de Longueville. Il participe, la même année, à la bataille d'Auray qui met fin à la guerre de Succession de Bretagne : Charles de Blois y trouve la mort, Du Guesclin est fait prisonnier.

#### L'aventure espagnole
Sa rançon payée, le roi envoie Du Guesclin en Espagne. Il y sert les intérêts de Henri de Trastamare en lutte contre son demi-frère, le roi Pierre le Cruel. La bataille de Montiel (1369) et la mort de Pierre le Cruel, tué par Henri de Trastamare, met fin à cette guerre fratricide. En récompense, le nouveau roi de Castille, Henri II, fait don à Du Guesclin du duché de Molina et du comté de Soria.

#### Connétable de France

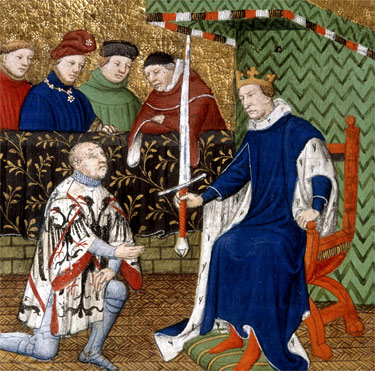
Bertrand du Guesclin, nommé connétable par le roi de France.

Cependant, la guerre entre la France et l’Angleterre a déjà repris. Charles V rappelle Du Guesclin et lui confie la charge de connétable de France en 1370 ; il devient le chef des armées royales. Commence alors la reconquête des territoires perdus lors du traité de Brétigny-Calais.
Du Guesclin doit aussi délivrer quelques places fortes qui sont encore aux mains de compagnies de routiers qui oppriment les populations locales. Après avoir enlevé Chaliers, Du Guesclin se porte devant la citadelle de Châteauneuf-de-Randon (Lozère) où il meurt le 13 juillet 1380, non dans un combat, mais de maladie. Il aurait, dit-on, bu de l’eau trop froide. Son squelette fut conduit à l’abbaye de Saint-Denis, la nécropole royale : dernier et prestigieux hommage du roi à son fidèle connétable.

### Révolution française
En 1790, Broons devient une commune, et le chef-lieu du district de Broons, qui comprenait, outre le canton de Broons alors amputé de Mégrit, l'éphémère canton de Mégrit, mais aussi les cantons de Caulnes, de Merdrignac, de Plénée et de Plumaugat. À la suppression des districts, Broons devient attaché à l'actuelle sous-préfecture de Dinan.
Le général Vachot écrit le 3 juin 1794 au Comité de salut public de Segré : « J'ai exterminé et presque entièrement détruit les Chouans qui ravageaient les districts de Broons, Saint-Méen, Montfort, Châteaubourg, Vitré, La Guerche, etc. »

### De la Révolution à nos jours
Après la Révolution, l'histoire de la commune se confond à nouveau avec celle de France. On peut noter :
- une exécution capitale effectuée dans la commune pendant la Terreur (en 1793), et une autre le 29 juin 1854. De plus la chaîne des bagnards allant de Bicêtre à Brest passera par Broons jusqu'au 14 août 1836 ;
- en 1828 est créée par les sœurs Lemarchand ce qui deviendra la congrégation des Filles de Sainte Marie de la Présentation, aussi appelée communauté des Sœurs de Broons ;
- en 1840 est inaugurée la Colonne du Guesclin, monument à la mémoire de celui-ci ;
- le 25 avril 1863 voit l'inauguration du tronçon Rennes - Saint-Brieuc de la ligne de chemin de fer allant de Paris à Brest et passant par Broons ;
- l'ancienne église du XVe siècle est abattue en 1894 et remplacée par une nouvelle, de style néo-gothique, inaugurée en 1898 ;
- la même année, les halles qui occupaient la place sont abattues. La ruelle du Casse-Cou sera également abattue en 1899. Celle-ci est décrite par Le Giemble comme « une cour des miracles fortement gardée par de nombreuses sentinelles aussi muettes que malodorantes » et « un boyau […] couvert de constructions en torchis datant probablement des XVe ou XVIe siècles. Sur le passage laissé libre s'ouvraient d'abominables taudis où vivait une population de mendiants. » ;
- en 1910, le conseil municipal aborde la question de l'électrification de Broons. La fête saluant l'arrivée de l'électricité dans la commune aura lieu en 1913 ;
- durant la  Première Guerre mondiale, la Communauté est reconvertie en hôpital militaire ;
- le 12 février 1977, la statue de Bertrand Du Guesclin, considéré comme un traître par les nationalistes bretons, est détruite dans un attentat revendiqué par le Front de Libération de la Bretagne, qui fait également sauter la gendarmerie en construction le 1er mai de la même année ;
- en 2014, à la suite du redécoupage des cantons français par la loi du 17 mai 2013, Broons devient le chef-lieu d'un nouveau canton qui regroupe les anciens cantons de Broons, Caulnes et Merdrignac (23 700 habitants) ;
- le 3 avril 2019, le président de la République Emmanuel Macron, en visite dans le département des Côtes-d'Armor dans le cadre du Grand débat national, est venu déjeuner dans un restaurant de la commune de Broons en compagnie du président de l'Assemblée nationale et du président de la Région Bretagne.

#### Les guerres duXXesiècle
Le Monument aux morts de Broons porte les noms de 136 soldats morts pour la France :
- 113 sont morts durant la Première Guerre mondiale ;
- 19 sont morts durant la Seconde Guerre mondiale ;
- trois sont morts durant la guerre d'Algérie ;
- un est mort durant la guerre d'Indochine.

## La communauté des Sœurs de Broons
Broons est le siège de la congrégation des Filles de Sainte Marie de la Présentation, créée en 1828 par Louise Lemarchand, en religion mère Saint-Louis, et par sa sœur Laurence.

## Politique et administration
Jusqu'en 2015, le canton de Broons comprenait les communes de Broons, Éréac, Lanrelas, Mégrit, Rouillac, Sévignac, Trédias, Trémeur, Yvignac-la-Tour. Depuis cette date, Broons est le chef-lieu d'une circonscription plus vaste qui regroupe les anciens cantons de Broons, de Merdrignac et de Caulnes.
Depuis le 1er janvier 2017, Broons fait partie de la communauté de communes de Dinan Agglomération.

### Économie
La commune de Broons compte 1500 emplois sur son territoire communal, pour une population active de 1100 personnes, ce qui en fait une aire d'attraction au sens de l'INSEE.
Près de 200 entreprises sont enregistrées sur le territoire de Broons. Les principaux employeurs de la commune sont la coopérative agricole Eureden (Coop de Broons jusqu'en 2020) et l'usine de fabrication Mademoiselle Desserts.
En plus des commerces du centre-ville, Broons compte deux zones d'activités intercommunales de part et d'autre de l'échangeur de la RN12 :
- Zone d'activités du Pilaga
- Zone d'activités du Chalet

Broons est au cœur d'un bassin d'activités et d'emplois fortement lié au secteurs agricoles et agroalimentaires bretons.

## Enseignement
Broons possède plusieurs établissements scolaires.

### Enseignement public
- École maternelle publique Louise-Briand.
- École primaire publique Louise-Briand.
- Collège Jean-Monnet.

### Enseignement privé
- École maternelle Saint-Joseph.
- École primaire Saint-Joseph.
- Collège Notre-Dame.

## Démographie
L'évolution du nombre d'habitants est connue à travers les recensements de la population effectués dans la commune depuis 1793. Pour les communes de moins de 10 000 habitants, une enquête de recensement portant sur toute la population est réalisée tous les cinq ans, les populations de référence des années intermédiaires étant quant à elles estimées par interpolation ou extrapolation. Pour la commune, le premier recensement exhaustif entrant dans le cadre du nouveau dispositif a été réalisé en 2005.

En 2022, la commune comptait 2 931 habitants, en évolution de +1,35 % par rapport à 2016 (Côtes-d'Armor : +1,78 %, France hors Mayotte : +2,11 %).
| 1793  | 1800  | 1806  | 1821  | 1831  | 1836  | 1841  | 1846  | 1851  |
| ----- | ----- | ----- | ----- | ----- | ----- | ----- | ----- | ----- |
| 2 099 | 2 101 | 1 857 | 2 232 | 2 455 | 2 527 | 2 502 | 2 559 | 2 506 |

| 1856  | 1861  | 1866  | 1872  | 1876  | 1881  | 1886  | 1891  | 1896  |
| ----- | ----- | ----- | ----- | ----- | ----- | ----- | ----- | ----- |
| 2 463 | 2 569 | 2 738 | 2 644 | 2 832 | 2 757 | 2 733 | 2 756 | 2 816 |

| 1901  | 1906  | 1911  | 1921  | 1926  | 1931  | 1936  | 1946  | 1954  |
| ----- | ----- | ----- | ----- | ----- | ----- | ----- | ----- | ----- |
| 2 812 | 2 867 | 2 835 | 2 511 | 2 520 | 2 408 | 2 447 | 2 442 | 2 430 |

| 1962  | 1968  | 1975  | 1982  | 1990  | 1999  | 2005  | 2006  | 2010  |
| ----- | ----- | ----- | ----- | ----- | ----- | ----- | ----- | ----- |
| 2 340 | 2 256 | 2 432 | 2 389 | 2 327 | 2 382 | 2 599 | 2 665 | 2 924 |

| 2015  | 2020  | 2022  | - | - | - | - | - | - |
| ----- | ----- | ----- | - | - | - | - | - | - |
| 2 900 | 2 910 | 2 931 | - | - | - | - | - | - |

## Sports
La commune compte un grand nombre de clubs sportifs : club de football, club de handball, club de tennis, club de basketball, club cyclotouriste, école de VTT, club de gymnastique, club de judo , de Badminton.
Football : la commune de Broons est associée avec Trémeur au sein du club AS Broons Tremeur, créé au début des années 1980 par regroupement des anciens clubs FC Broons et FRL Trémeur et qui évolue en championnat départemental. Elle est équipée d'un terrain municipal au stade du Chalet, qui accueille en particulier les rencontres de ce club. Une section féminine a été créée en 2018.
Compétitions : chaque année, comme dans de nombreuses communes bretonnes, une compétition cycliste est organisée, de même qu'une course à pied appelée « Les Bosses de Broons » au mois de mai.
La commune de Broons compte plusieurs équipements sportifs structurants :
- une piscine intercommunale ;
- deux gymnases omnisports ;
- une salle de tennis ;
- une salle de badminton ;
- deux terrains de football ;
- un boulodrome ;
- un parcours équipé de santé et de fitness extérieur ;
- une grande aire de jeux avec : terrain multisports (foot, basket, volley, handball), skatepark, tyrolienne.

## Lieux et monuments

### Châteaux et manoirs

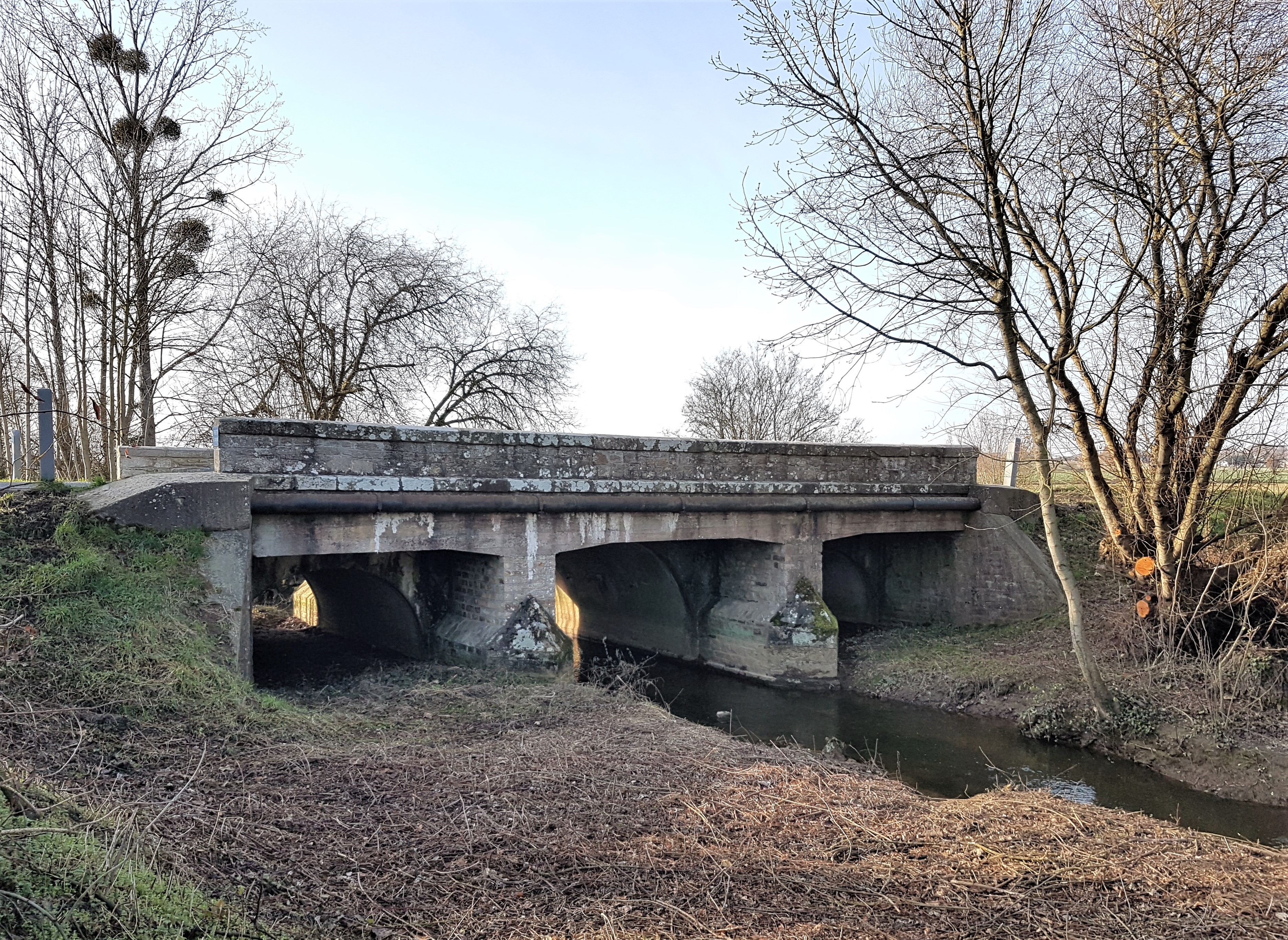
Le Pont-du-Château, vestige du château de la Motte-Bron, à Broons, Bretagne

- Le Pont-du-Château, vestige du château de la Motte-Bron, à Broons, BretagneChâteau de la Motte-Broons : il ne reste aujourd'hui plus rien de l'ancien château natal de Bertrand du Guesclin, démoli à partir de 1616 sur ordre de Marie de Médicis à la suite des guerres de la Ligue.
- Château de Brondineuf : il constituait durant l'époque féodale le siège de l'autre seigneurie de Broons et est aujourd'hui situé sur la commune de Sévignac.
- Ancien donjon du bourg de Broons : l'hypothèse a été retenue par l'historien Noël Brouard que, sur les arrières de la place centrale de Broons, la rue de la Glacière et les environs immédiats occuperaient l'endroit où se tenait un donjon. Ce bastion était encadré de quatre tours séparées par des courtines. L'accès était situé côté soleil levant et un pont levis y était aménagé. La poterne d'entrée était défendue par deux canonnières et la cour centrale reposait sut une voûte à trois piliers en pierre de Guernesey remplies de terre avaient été arasées à 32 pieds du sol. Au cours du XIVe siècle, les chroniques[réf. nécessaire] parlent également des « bourgeois de Broon qui eurent à subir des conditions difficiles » lors de la défense de la place assiégée.
- Manoir des Milons : au lieu-dit la Ville-Morel, datant du XVe siècle et dont il ne reste que le porche.
- Manoir de la Cavée : situé rue de Lorraine et datant du XVIIe siècle, à la forme rappelant une malouinière.Manoir des Milons, porche du château de la Ville-Morel (XVe siècle).

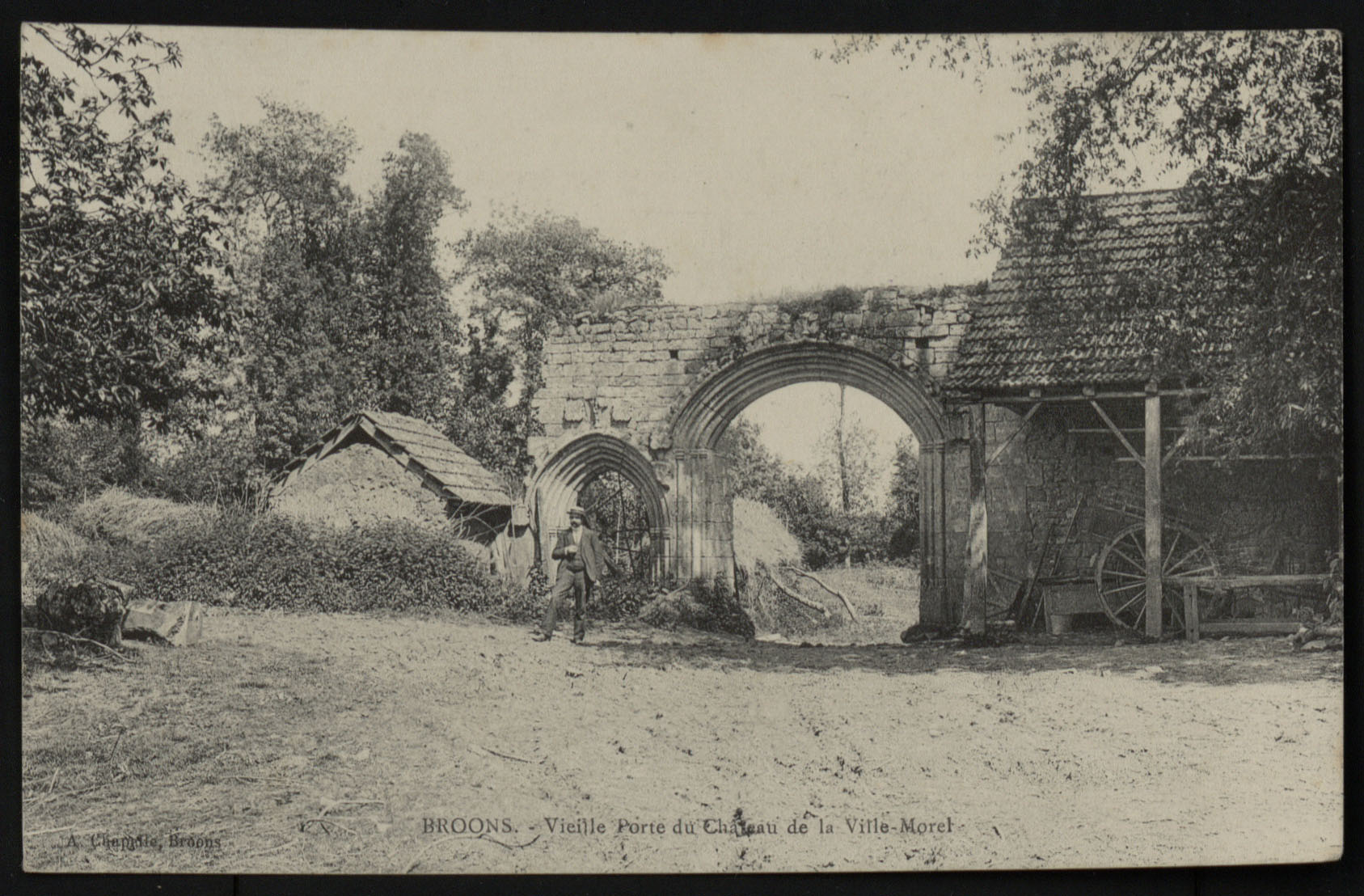
Manoir des Milons, porche du château de la Ville-Morel (XVe siècle).

- Manoir de Launay-Milon : datant du début du XVIIIe siècle et situé à quelques centaines de mètres de l'endroit où se trouvait l'ancien château de la Motte-Broons.
- Manoir ou hôtel de Pedenhouët, dit château de Pedenhouët : situé dans la rue du même nom et construit au XVIIIe siècle par Béchu de Lohéac, sénéchal de Broons. Cet hôtel particulier, de type gentilhommière, comprend neuf travées, dont l'avant corps central percé d'ouvertures cintrées est surmonté d'un frontispice triangulaire percé d'un œil de bœuf.

### Édifices religieux

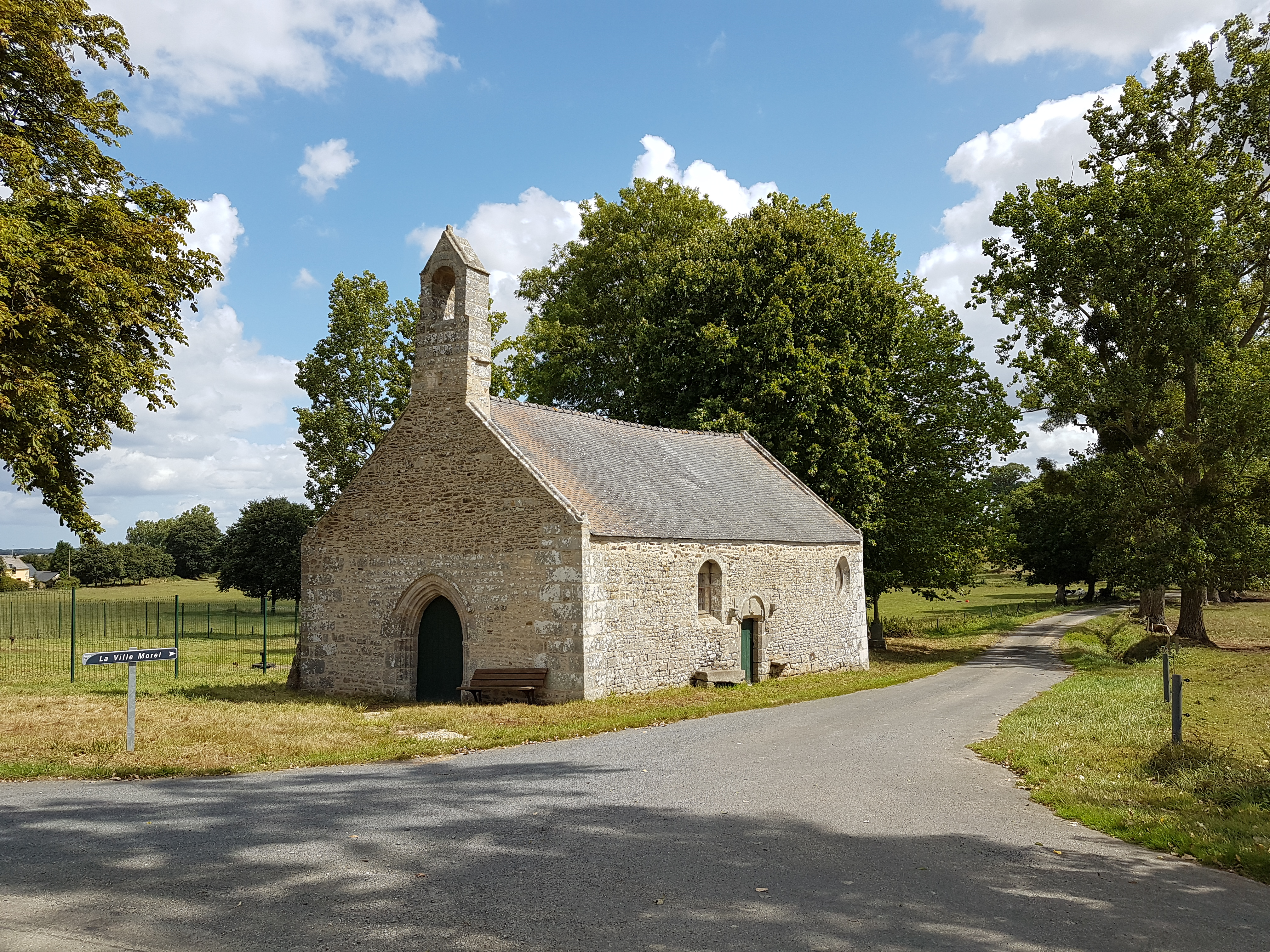
Chapelle de Leslian, près de la Ville Morel à Broons.

- L'église Saint-Pierre de Broons : reconstruite à partir de 1895 en remplacement de l'ancienne, son portail principal est surmonté d'une mosaïque exécutée par Isidore Odorico (père) intitulée Le Père éternel. Elle abrite une Vierge à l'enfant de facture baroque datant du XVIIIe siècle.
- La chapelle de la Madeleine (XIVe siècle), près de laquelle le cimetière a été déplacé en 1848. Selon le livre Le Patrimoine des Communes du Pays Sud de Dinan, « on la dit fondée par Jeanne de Malesmains, la mère de du Guesclin vers 1365. » Cette chapelle a servi à abriter les premières assemblées municipales de Broons durant la Révolution française.
- La chapelle de Leslian : au lieu-dit la Ville-Morel, bâtie en 1454 par les Milon, seigneurs de la Ville-Morel et dédiée à Saint Laurent.
- La chapelle de l'Hermitage : dédiée à Marie-Madeleine, elle fut reconstruite par les habitants du lieu-dit l'Hermitage entre 1972 et 1975 à partir d'éléments datant du XVIe siècle.
- Les bâtiments de la Communauté, maison mère et siège de la congrégation des Filles de Sainte Marie de la Présentation : un hôpital y fut ouvert au cours de la Première Guerre mondiale. Portant le numéro 42, il ouvrit ses portes dès le 6 septembre 1914 et compta jusqu'à 500 lits. Plus de 9 700 soldats y furent accueillis et soignés par les religieuses de la congrégation tout au long de la guerre.

### Monuments à Du Guesclin
Au fil du temps, plusieurs monuments ont été élevés à la mémoire de Bertrand Du Guesclin.
- Un Monument àu Guesclin dont la statue en pied est sculptée par Dominique Molknecht est érigé en 1823 sur la place du Champ Clos.

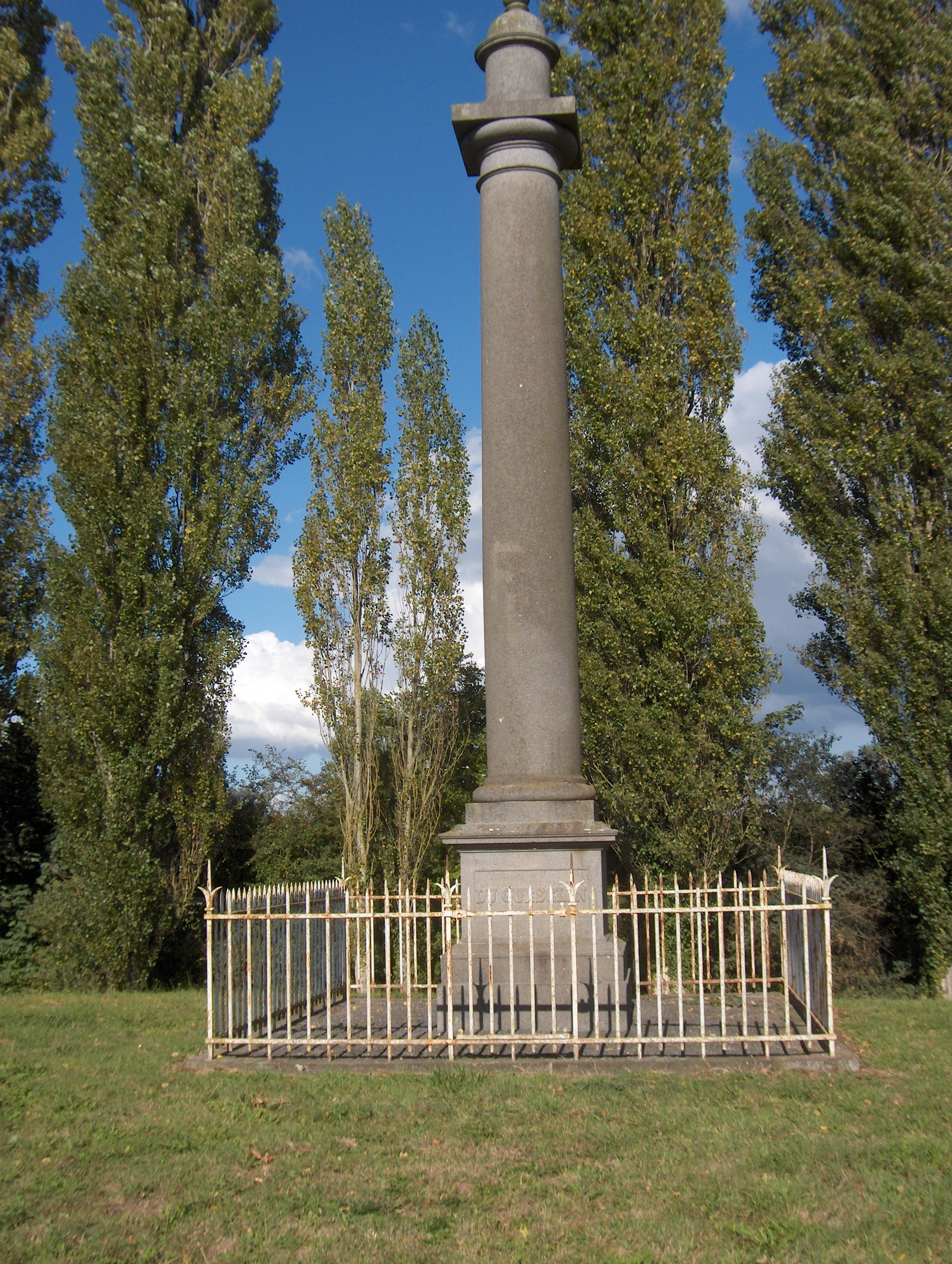
La colonne du Guesclin.

- Une colonne de granit d'une hauteur de 10 m, appelée colonne Du Guesclin, est élevée sous le règne de Louis-Philippe Ier en 1841 à l'emplacement approximatif du château natal du Connétable.
- En 1973, la municipalité de Broons décide de remplacer l'œuvre de Molknecht, sa pierre de Touraine s’étant dégradée, par une statue en pied sculptée par Francis Guinard taillée dans un granit du pays. Elle représente Du Guesclin en pied, solide et trapu, symbolisant sa rudesse, sa force et sa détermination. Installée sur la place du Champ Clos en juin 1976, elle est dynamitée le 9 février 1977 par le Front de libération de la Bretagne (FLB-ARB). Il n'en subsiste que la tête qui est conservée à l'hôtel de ville de Broons.
- Le 13 juillet 2019 a lieu, sur la place de l'église, l'inauguration de la nouvelle statue représentant le Connétable de France Du Guesclin, réalisée par le sculpteur alsacien Patrick Berthaud. De style réaliste, la statue représente le « dogue noir de Brocéliande » habillé en tenue de combat avec des protections pour les jambes et les avant-bras, avec une épée courte à la taille et une grande hache, qui était son arme préférée.

### Autres
- L'hôtel de ville : édifice construit en 1859 et doté d'un bas-relief en granit.
- Moulins : Broons compte six moulins, dont le moulin de l'Aulne, au lieu-dit du même nom, qui est un moulin à aubes du  gardant des parties datant de sa construction.
- La motte castrale de Linée, dite la butte du Pré-Robert.
- Le souterrain de Brangalo, datant de l'Âge du fer.
- Le lavoir de Pedenhouët : situé en contrebas de la rue du même nom, ce grand lavoir à ciel ouvert reçut la couverture des anciennes halles, quand celles-ci furent démolies le 2 septembre 1898. Il fut rénové grâce au fonds européens à la fin des années 1990.
- Le lavoir des Vignettes.
- Le carré militaire du Commonwealth et des guerres de 1914-1918 et 1939-1945 : le cimetière communal de Broons accueille un carré militaire regroupant 127 tombes et croix blanches de soldats français et Alliés, morts notamment de leurs blessures à l'hôpital complémentaire no 42 qui occupait les bâtiments de la communauté de la congrégation des Filles de Sainte Marie de la Présentation.

## Personnalités liées à la commune
- Bertrand du Guesclin (né à Broons, au château de la Motte-Broons, vers 1320, mort le 13 juillet 1380 au siège de Châteauneuf-de-Randon), noble breton, connétable de France et de Castille, grand capitaine durant la guerre de Cent Ans. Surnommé « le Dogue noir de Brocéliande ».
- Olivier de Clisson (1336-1407), noble breton, connétable de France, comte de Porhoët, baron de Pontchâteau, seigneur de Broons[42].
- Bertrand Milon (né à Broons, au lieu-dit La Ville-Morel, en 1439, mort en 1476), diplomate, deux fois ambassadeur de Bretagne à la Cour de Rome, fondateur de l'Université de Nantes[42]. Il fut procureur général au Parlement de Bretagne, président et juge universel de Bretagne, ainsi que sénéchal de la baillie de Ploermel et de Rennes.
- Gabriel de Neuville (né à Broons en 1744, mort à Saint-Brieuc en 1800), avocat au Parlement de Bretagne, sénéchal de Jugon, élu député du Tiers-État aux États généraux de 1789 pour la sénéchaussée de Saint-Brieuc. Au cours de la Révolution, il fut élu membre du conseil général des Côtes-du-Nord, juge de paix et capitaine de la garde nationale.
- Charles Rathier (né à Broons en 1747, mort en 1791), député du bas clergé aux États généraux, député du clergé pour le diocèse de Saint-Malo et député de l'assemblée constituante. Après avoir prêté serment à la constitution civile du clergé en 1790, il se rétracta publiquement[43].
- Louise Lemarchand et Laurence Lemarchand, sœurs nées à Broons au XIXe siècle, fondatrices de la congrégation des Filles de Sainte Marie de la Présentation, aussi appelées les Sœurs de Broons.
- Louis-Eugène Bagot (né à Broons en 1862, mort en 1941), médecin et fondateur de l'Institut marin à Roscoff, premier établissement de thalassothérapie en Europe.
- Théodore Botrel (1868-1925), compositeur et interprète breton, auteur notamment de la chanson La Paimpolaise, originaire de Broons par son père, Jean-Baptiste Botrel. La lignée paternelle exerçait à Broons le métier de forgeron (tapou d'fer en Gallo) depuis des générations.

## Héraldique
| Blason | Blasonnement : D'argent à une aigle bicéphale éployée de sable, becquée et armée de gueules, et une cotice brochant en bande de gueules. Commentaires : il s'agit des armes de Bertrand Duguesclin,. |

| Blason | Blasonnement : D'azur à la croix d'argent frettée de gueules, qui est Broons. Commentaires : anciennes armoiries : sur les armoiries de Guillemette de Milon, abbesse de Saint-Sulpice vers 1435, une des parties est blasonnée comme précédemment écrit. On trouve également ces armes sur le blason de la famille de Derval. De telles armoiries sont attestées pour une famille Bron, originaire de Lutry (Vaud, Suisse), dès le XVIIe siècle. Ce blason est aussi utilisé par la ville de Cholet, dont René-François Broon y fut marquis de 1668 à 1701,. |

## Jumelages
Broons est jumelée avec la commune bavaroise de Neufahrn i.NB ( Allemagne) depuis le 4 septembre 1971.

## Broons dans la littérature et la fiction
Broons apparaît bien sûr dans toutes les biographies, romancées ou non, de Bertrand du Guesclin : c'est le lieu où il a passé son enfance. Le 20 mai 1961, une oblitération « premier jour » s'est tenue dans la commune pour la célébration de la sortie d'un timbre postal à l'effigie de Bertrand du Guesclin.
La commune apparaît aussi dans certains des romans policiers de la série Léon Sublet - Garde champêtre de Bernard Le Guével, dont le cadre principal est la commune voisine de Trémeur.
Enfin, dans le jeu de rôle post-apocalyptique Cendres, Broons apparaît comme étant un village de la communauté de Rophemel et le camp de base d'une bande de pillards.